# Isola del Liri
Isola del Liri (Lisëra in dialetto locale) è un comune italiano di 10 555 abitanti della provincia di Frosinone nel Lazio.

## Geografia fisica

### Territorio

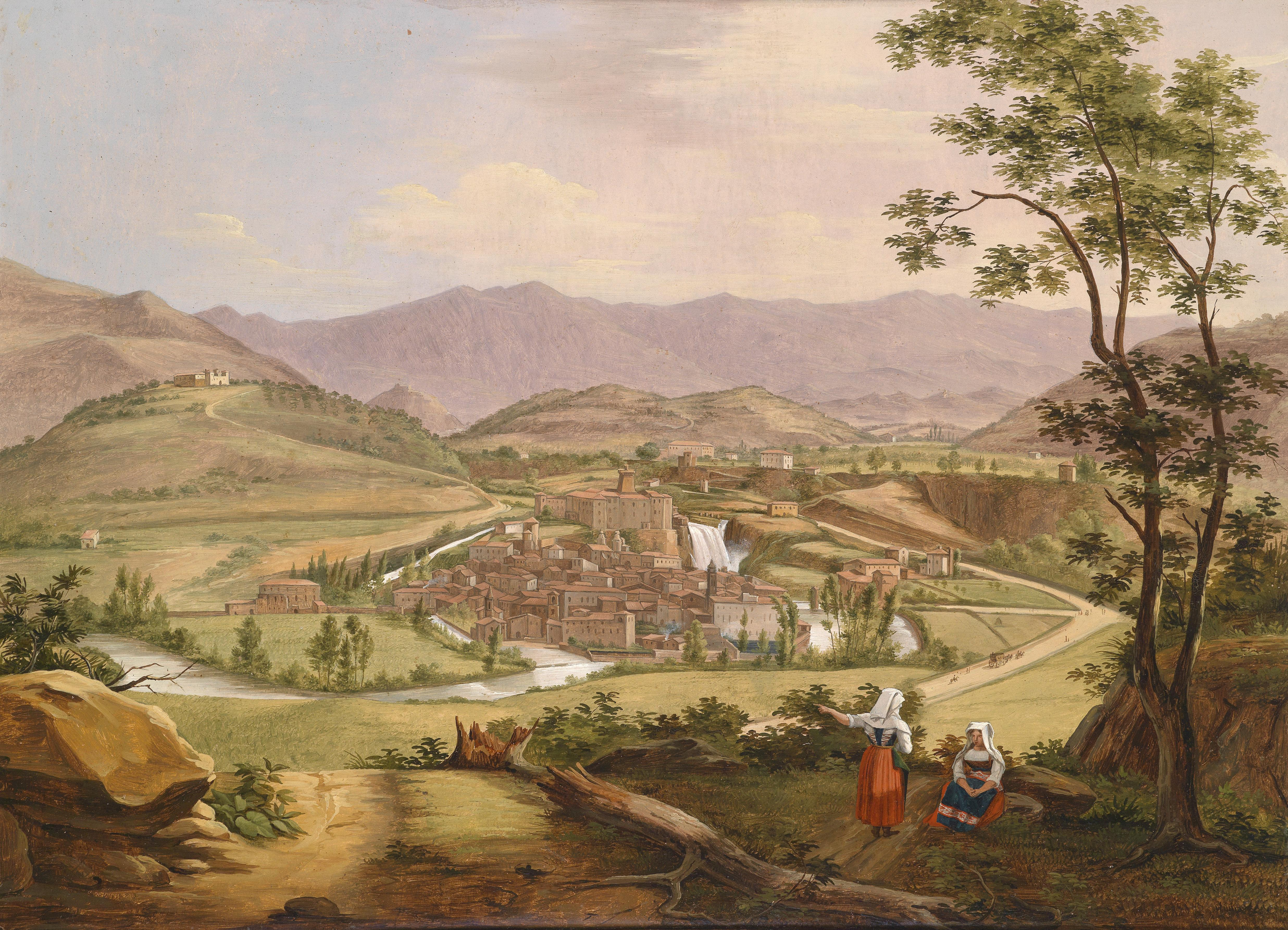
Blick auf die Liris Fälle bei Isola di Sora. Olio su tela (43x58cm).

Il centro storico cittadino si sviluppa su un'isola formata dal fiume Liri il quale, all'altezza del castello Boncompagni - Viscogliosi, si divide in due bracci che formano ciascuno un salto di circa trenta metri: la Cascata Grande (Verticale) formata dal braccio di sinistra e la Cascata del Valcatoio (o, anticamente, del Gualcatojo o anche Cascatelle) formata da quello di destra.
La Cascata Grande è alta circa 27 metri: una delle poche cascate, insieme a quella di Nepi, a trovarsi nel centro storico di una città.
La Cascata del Valcatoio è meno spettacolare della prima anche perché le sue acque sono irregimentate e captate per alimentare un impianto di produzione elettrica. Il suo salto non è perfettamente verticale, ma segue un piano inclinato di circa 160 m lungo un dislivello di circa 27 m con una pendenza del 17 % circa.

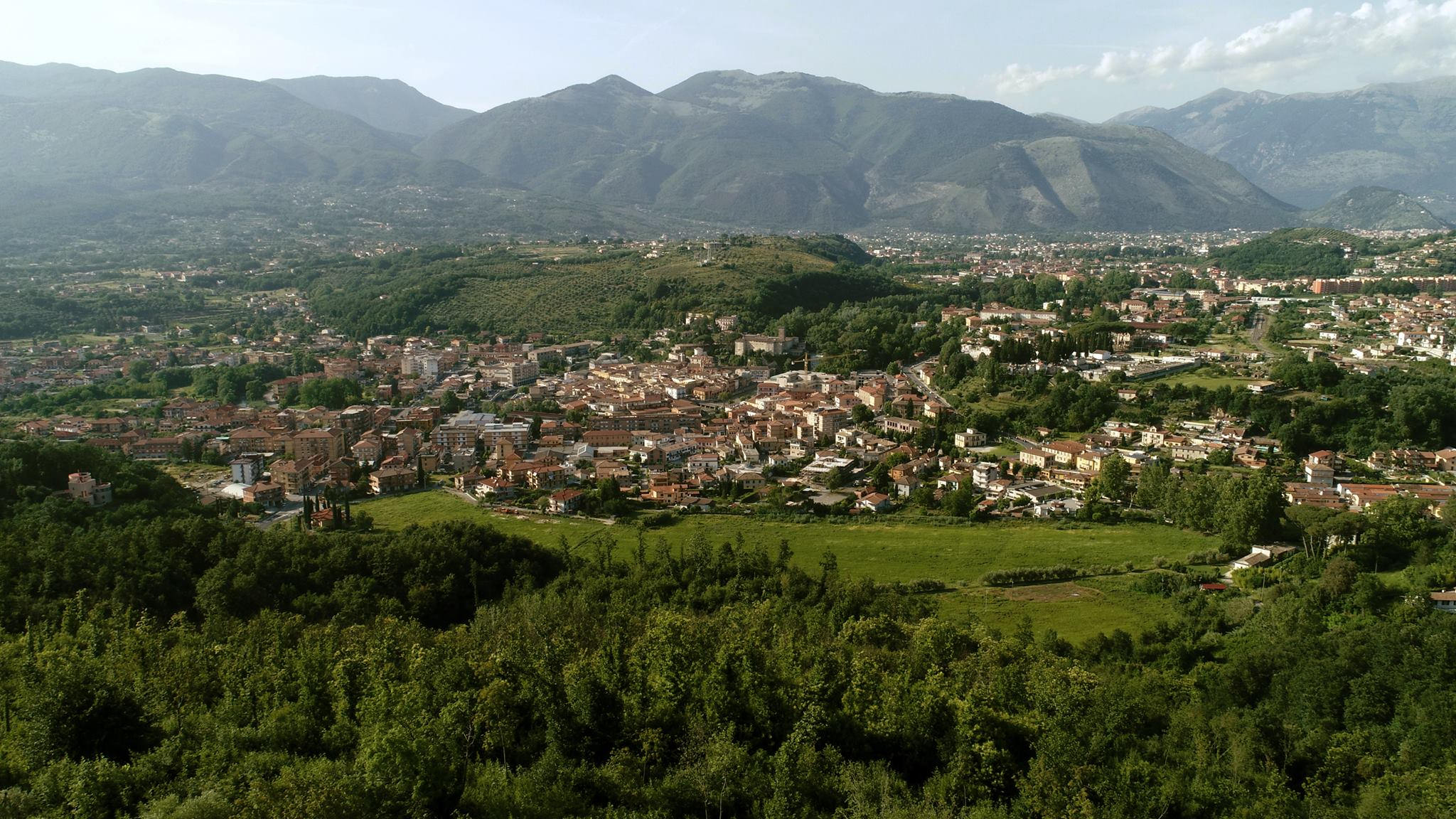
Isola del Liri. Panorama lato sud
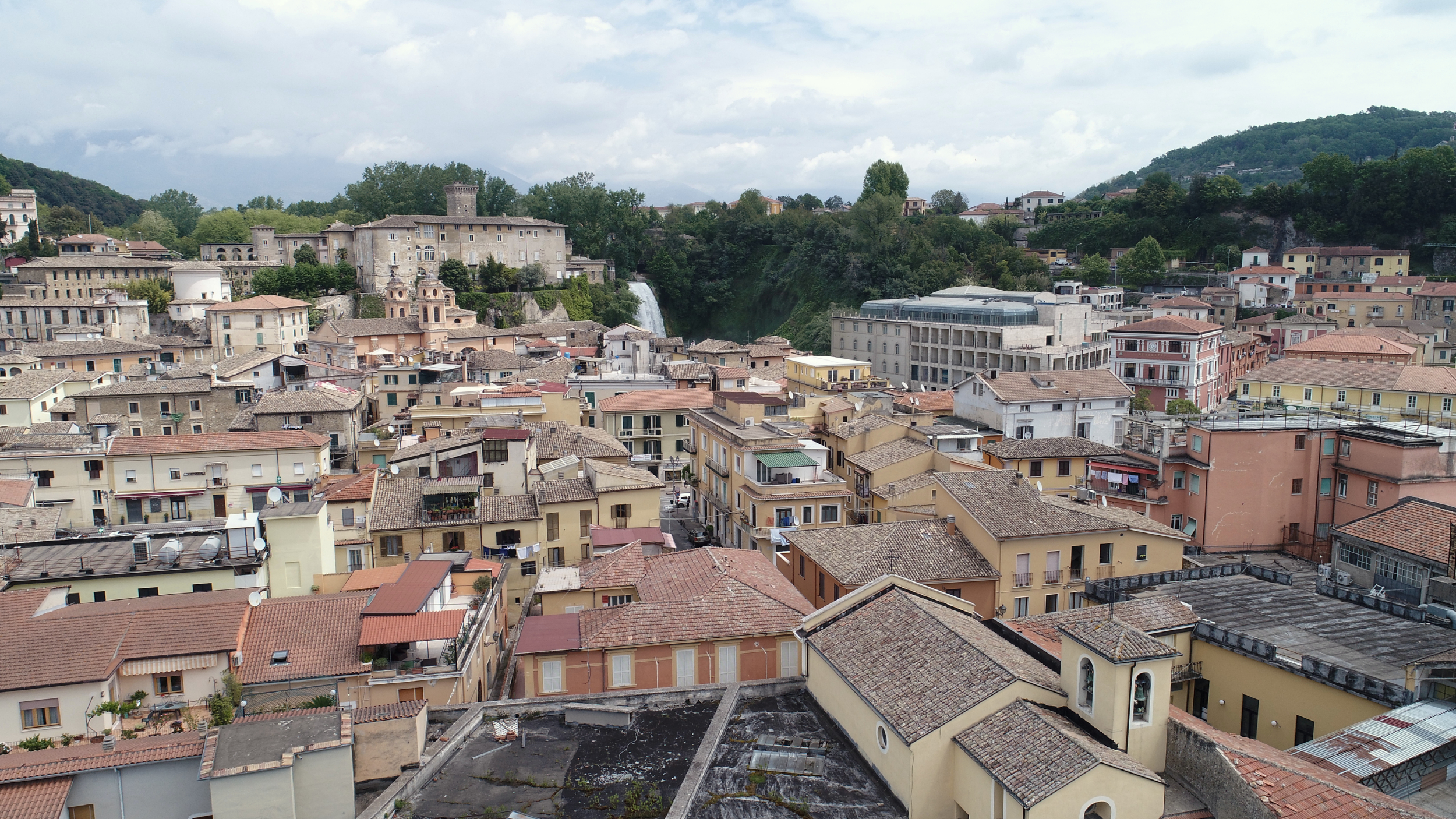
Isola del Liri veduta aerea
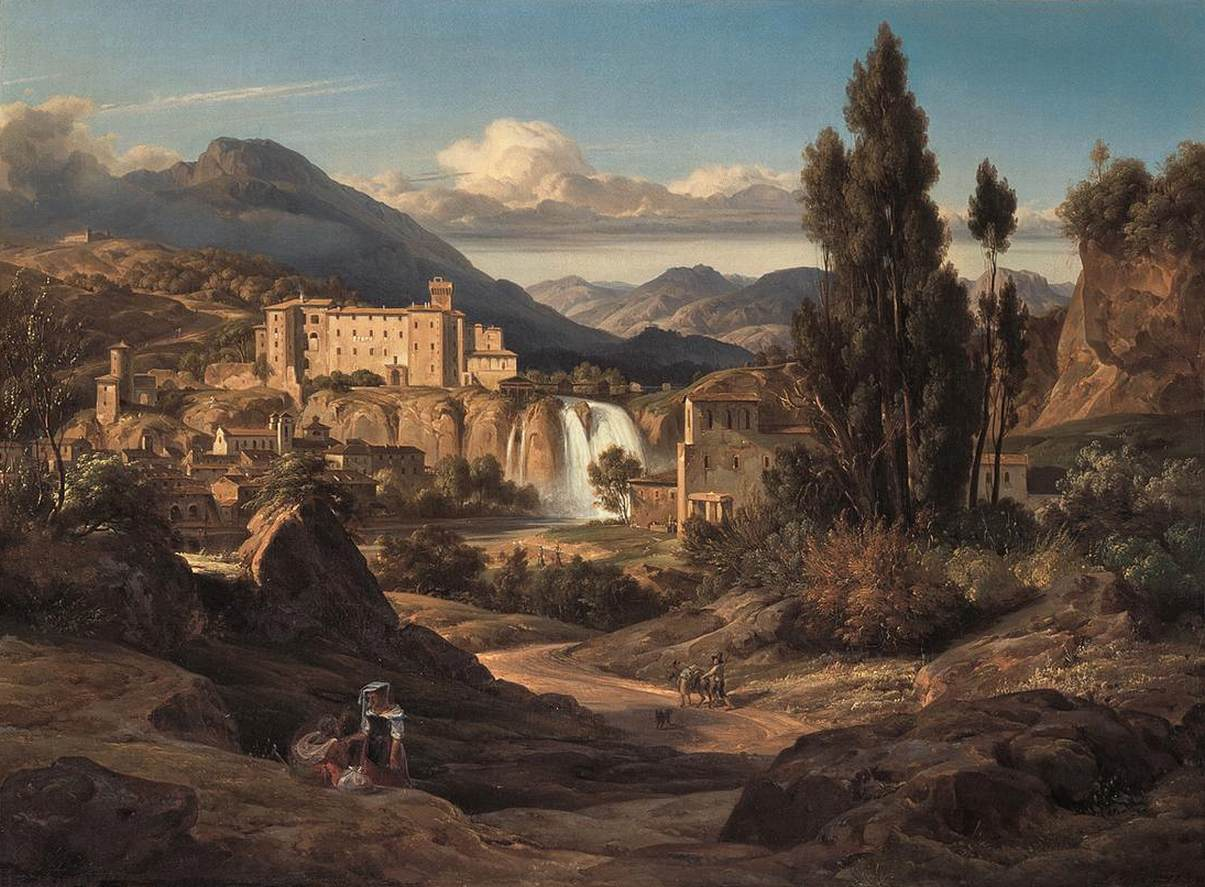
Ernst Fries: Wasserfälle des Liris bei Isola del Liri (1830) - Neue Pinakothek, Monaco di Baviera
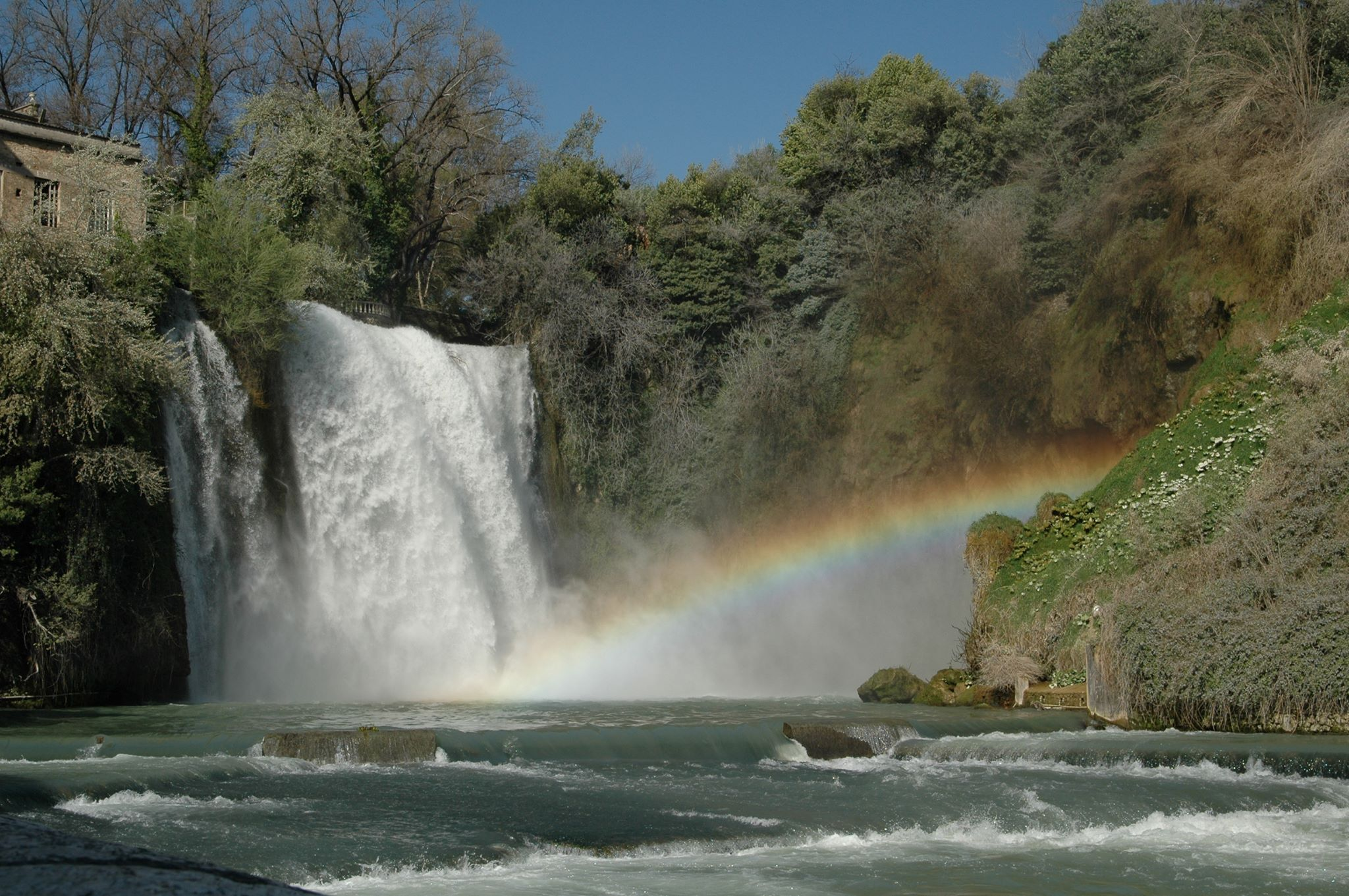
Cascata Grande
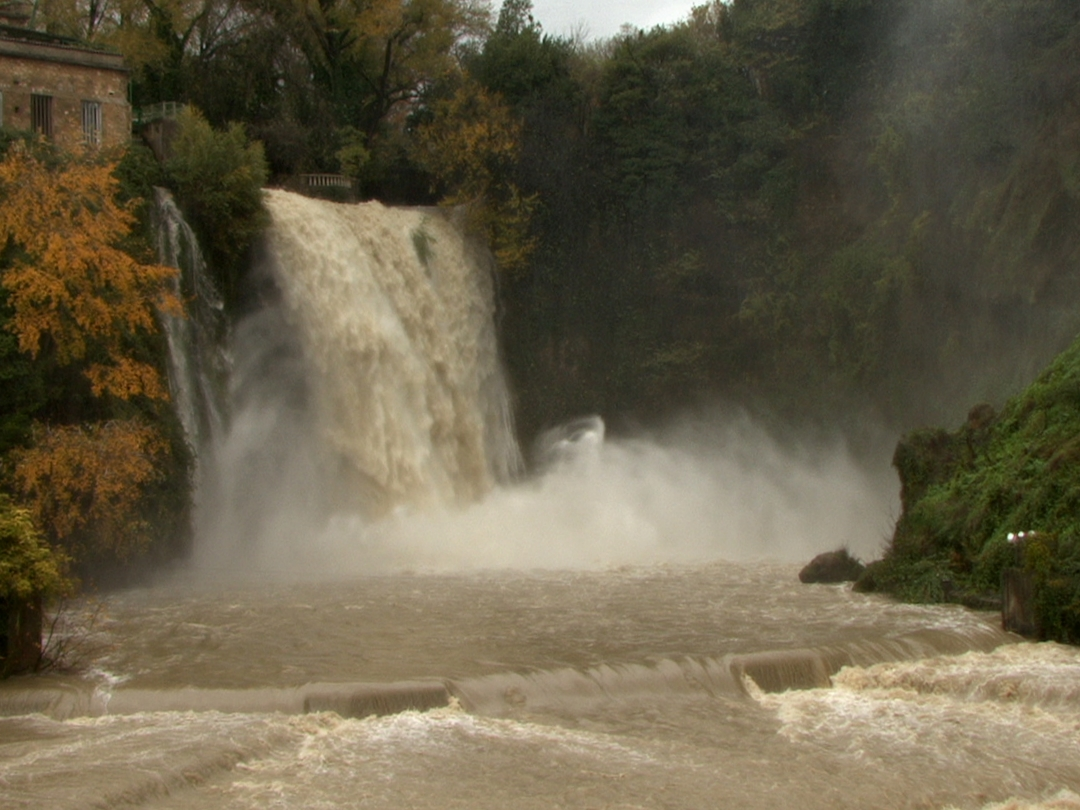
Cascata Grande in piena
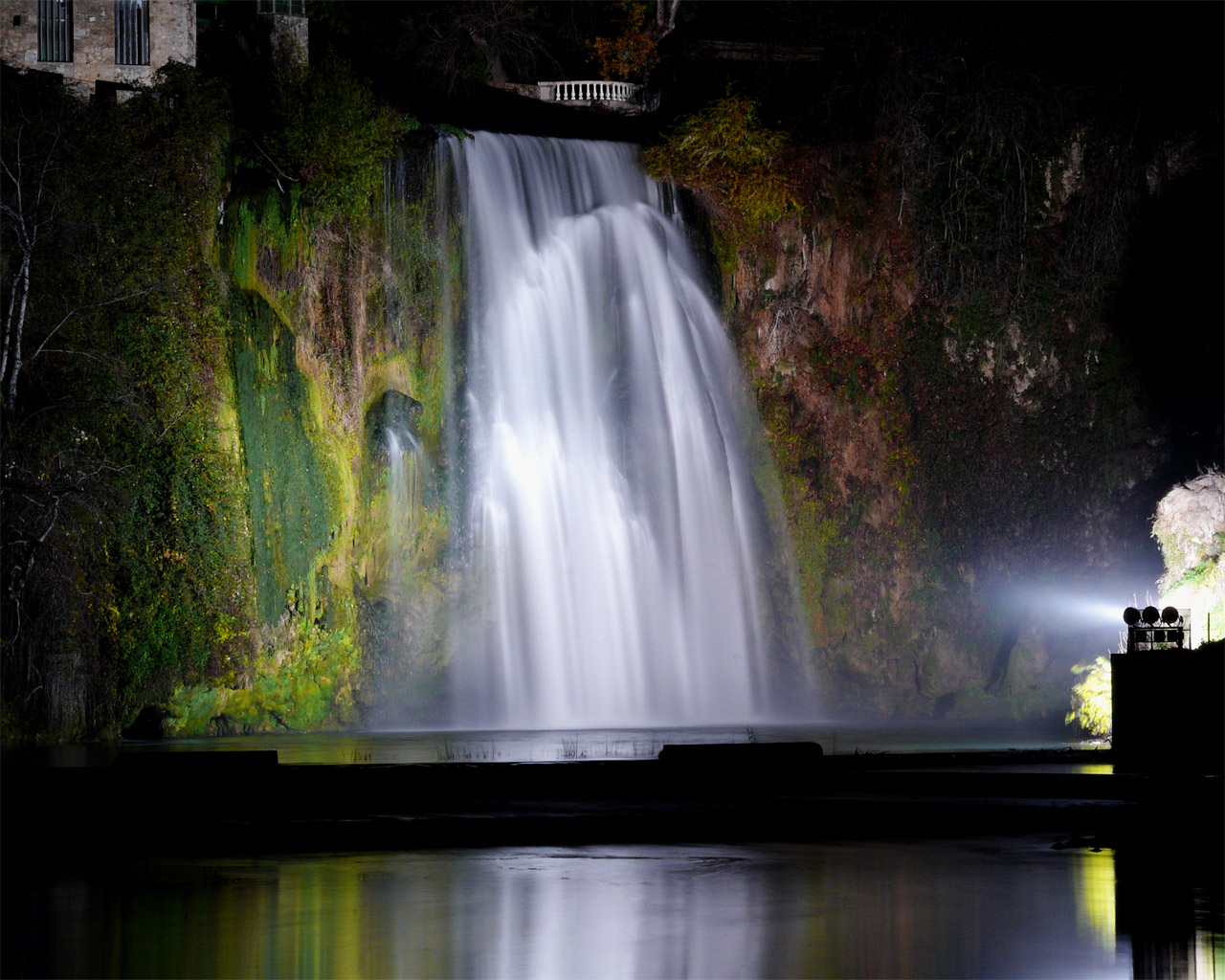
La Cascata Grande. Vista notturna
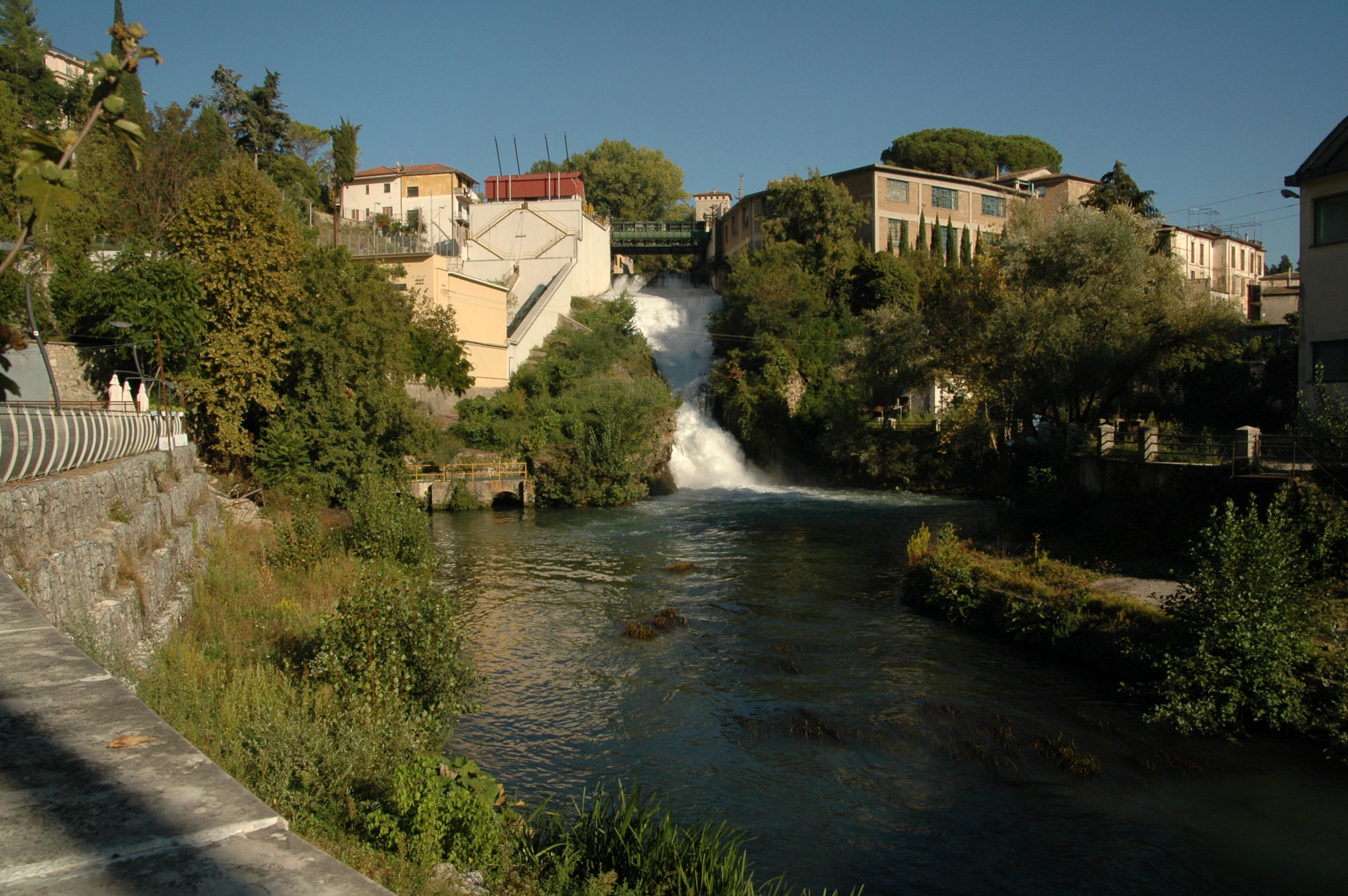
Cascata del Valcatoio
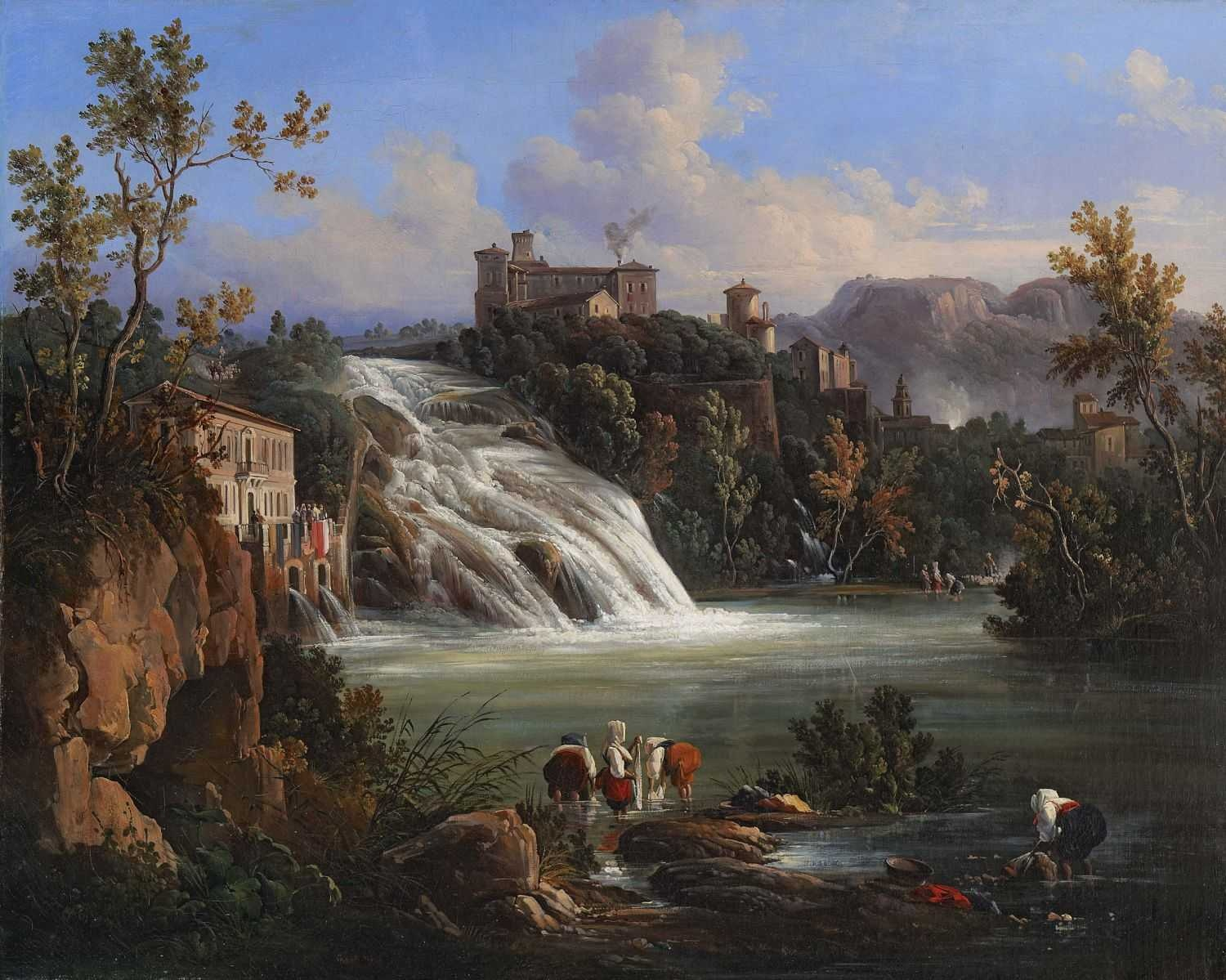
Raffaele Carelli: Isola del Liri, Cascata del Valcatoio (1836 Collezione privata, Isola del Liri)

### Clima
- Classificazione climatica: zona D, 1916 GG
- Il clima di Isola del Liri è particolarmente umido, conseguenza della presenza del fiume che attraversa e circonda la città
- Ad Isola del Liri superiore, in zona Borgonuovo, è attiva una stazione meteorologica conforme alle norme dettate dall'OMM (Organizzazione Mondiale Meteorologia).

## Origini del nome
Il nome di Isola del Liri deriva dal sito in cui si è sviluppato il centro abitato: un'isola formata dal fiume Liri. Il primo nome registrato della città fu Insula Filiorum Petri, cioè Isola dei figli di Pietro, gastaldo di Sora. In realtà già in un documento del 1004 si registra una località nel contado sorano denominata Colle dell'Isola. Nell'uso comune e nella cartografia fu sempre Isola, talvolta con la specificazione di Sora, perché strettamente legata insieme a Castelliri (allora Castelluccio) alla vicina Sora, di cui seguì le sorti fino all'età napoleonica. A seguito dell'unificazione nazionale, nel 1863 Isola divenne Isola presso Sora per poi ottenere nel 1869 il nome attuale di Isola del Liri.

## Storia

### Età antica
L'origine di Isola del Liri è strettamente legata ai due municipi romani vicini di Arpinum e Sora: l'attuale territorio comunale della città era infatti diviso tra i due antichi centri. Entrambe le città erano abitate anticamente dai volsci, popolazione indo-europea osco-umbra. Sora diventò poi colonia romana con l'arrivo di diverse migliaia di coloni romani e/o latini, mentre Arpino non fu colonizzata. Le conquiste degli antichi romani, estendendosi poi più a sud nel Sannio, stabilizzarono la loro presenza per diversi secoli lungo il Liri e nel resto del Latium adiectum.

### Medioevo
La città nel Medioevo cadde, alternativamente, sotto il dominio bizantino e longobardo, finché divenne parte della contea di Sora nel Principato di Capua. Isola del Liri fu il feudo della famiglia dell'Isola (de Insulae) del XII secolo al XIV secolo. Fra i personaggi famosi di questa famiglia, furono Roffredo dell'Isola, abate di Montecassino, conte d'Arce e Bartolomeo dell'Isola che godeva gli onori nel sedile di Capuano a Napoli. Alla fine del XIV secolo, Isola del Liri fu ceduta alla famiglia Cantelmo.

### Il Ducato di Sora
Durante l'Ancien Régime la città conobbe un'economia florida e un migliore assetto urbanistico, grazie soprattutto alla famiglia Boncompagni. Nel 1579, papa Gregorio XIII, acquistò il feudo del Ducato di Sora dai duchi di Urbino Della Rovere per donarlo al nuovo duca Giacomo Boncompagni, suo figlio. Per molti anni Isola del Liri fu sede dei duchi di Sora e il suo castello il principale centro amministrativo del ducato. Nell'ultimo periodo del triennio giacobino e in particolare nel maggio 1799, a Isola ebbe luogo l'eccidio nella chiesa di San Lorenzo Martire: oltre cinquecento persone che si erano riparate nel luogo di culto furono, infatti, trucidate dall'esercito rivoluzionario.

### Il XIX secolo

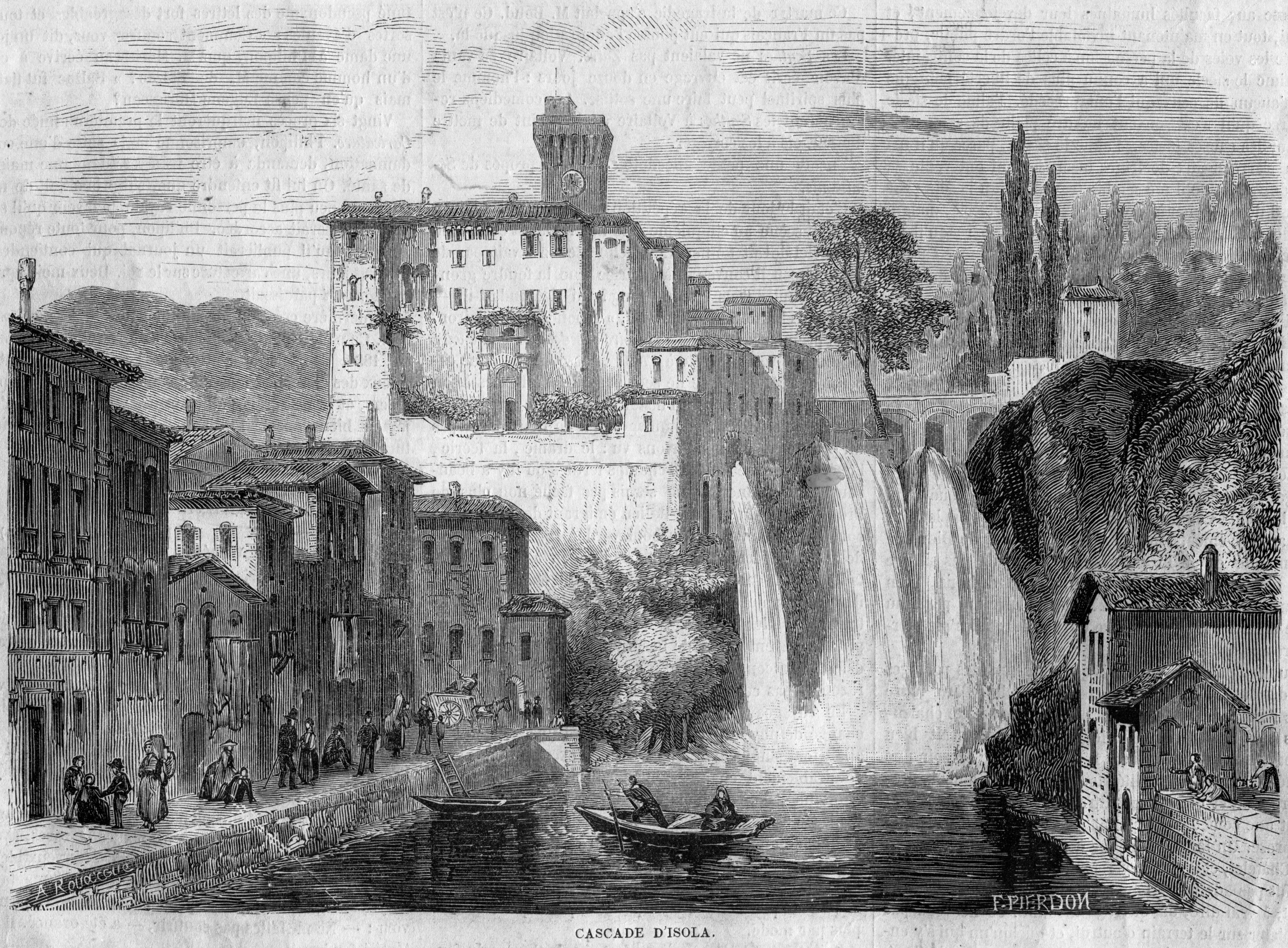
Cascata del Isola (L'Illustration, 1862)

Nel corso del XIX secolo e a seguito del riassetto amministrativo realizzato nel Regno di Napoli con Gioacchino Murat, la città fu annessa alle sorti politico-amministrative della provincia di Terra di Lavoro e, all'interno di essa, del Circondario di Sora. Nel secondo decennio del XIX secolo, Carlo Lefebvre di Pontarlier gettò le basi per lo sviluppo industriale della zona, impiantando qui le prime cartiere. Dal 1821 al 1841 sorsero nella Valle del Liri numerose altre cartiere, la maggior parte delle quali site a Isola del Liri, che si trasformò da piccolo centro rurale a polo industriale di prim'ordine per la fabbricazione della carta. Le industrie cartarie di Isola del Liri, particolarmente concentrate in Isola superiore, le valsero il nomignolo di Manchester d'Italia , o anche piccola Parigi a causa dell'elevato numero di francesi – prevalentemente parigini e lionesi – presenti in loco e delle evidenti trasformazioni sociali che crearono un ceto di operai dalle caratteristiche urbane in un territorio ancora rurale. Tra le famiglie cospicue che si installarono vi fu anche quella dei Montgolfier, editori e industriali della carta. 
Negli stessi anni, al servizio dell'industria della carta, nacque e si sviluppò a Isola del Liri anche la lavorazione di feltri per cartiere, l'industria di carta da parati di elevata qualità nella Fabbrica San Carlo e le officine di "pistolero" (pasta da legno e cellulosa). Tutto questo poté svilupparsi anche grazie alla presenza dei numerosi lanifici locali, il primo dei quali era stato fondato nel 1805 da Clemente e Vittorio Simoncelli. Cartiere, lanifici e feltrifici prosperarono nel corso del secolo. Notevole sostegno all'industria del paese venne offerto dalla possibilità di impiantare centrali per la produzione di energia idroelettrica lungo il corso del fiume Liri. All'inizio del XX secolo Isola del Liri era uno dei pochissimi centri della zona a poter disporre di energia elettrica per uso pubblico e privato.

### Il XX secolo

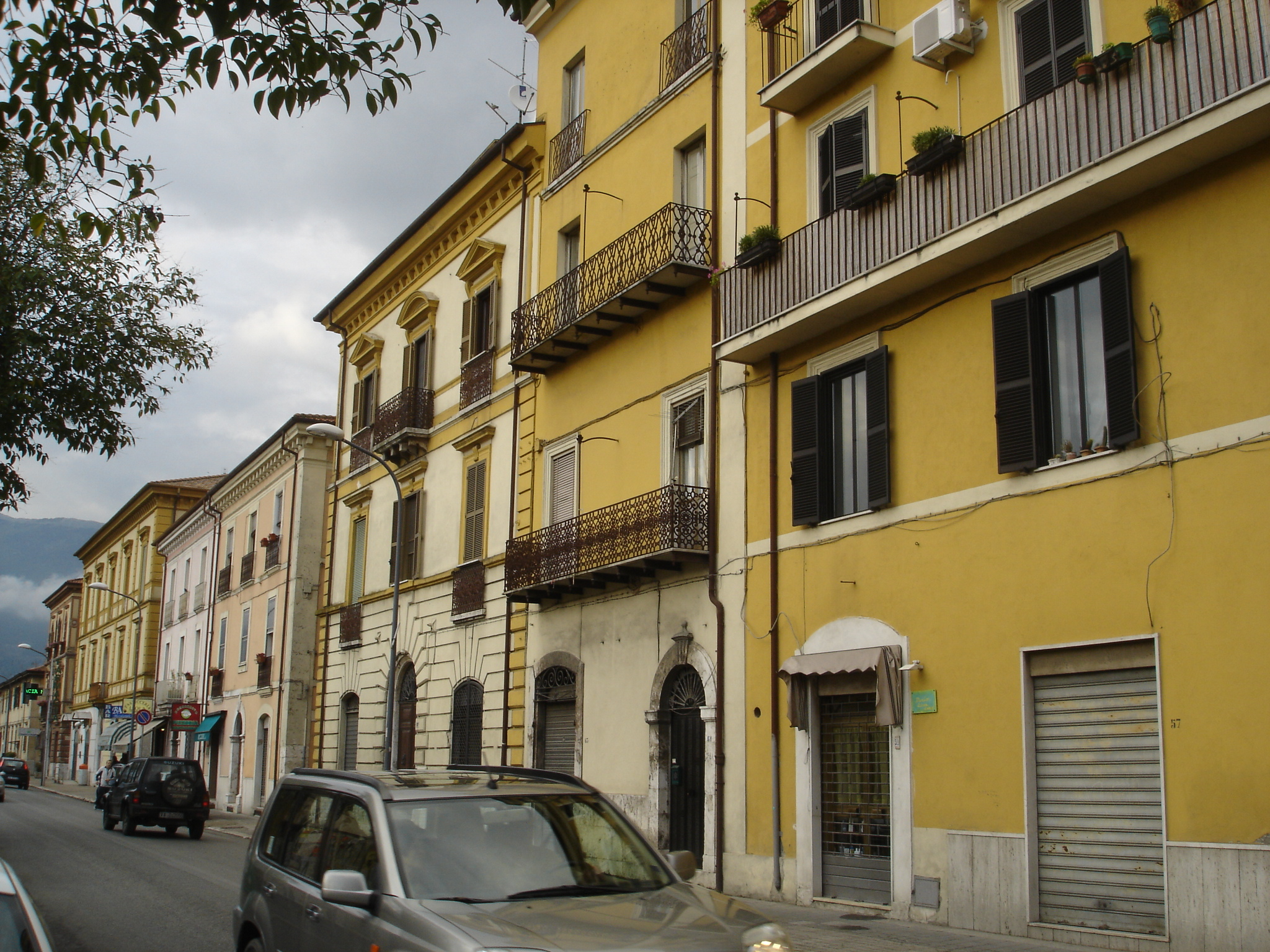
Isola del Liri superiore: quartiere operaio (Borgonuovo)

Lo scoppio della prima guerra mondiale e il terremoto del 13 gennaio 1915 non arrestarono lo sviluppo industriale del paese. Durante gli anni della dittatura fascista l'assetto urbanistico mutò notevolmente con la costruzione di nuovi edifici pubblici, soprattutto scuole e asili. Negli anni trenta venne dato notevole impulso all'istruzione secondaria con l'istituzione della Scuola di Avviamento Professionale e la Scuola Tecnica Industriale. Nel dicembre 1926 Isola del Liri entrò nella neonata Provincia di Frosinone. L'attività industriale del paese non si arrestò con lo scoppio della seconda guerra mondiale, ma successivamente all'armistizio di Cassibile la cittadina, per via della sua posizione geografica, fu oggetto di diversi bombardamenti da parte degli Alleati. Le prime bombe caddero su Isola del Liri il 23 ottobre del 1943. Le industrie si fermarono e i cittadini cominciarono a sfollare nelle campagne limitrofe. I bombardamenti continuarono fino al termine della Battaglia di Montecassino, al termine della quale numerosi profughi si rifugiarono nel paese. Diverse fabbriche erano andate distrutte e i macchinari trafugati. L'economia del paese riprese lentamente nel dopoguerra grazie anche al commercio illegale di sigarette, prodotte artigianalmente con le scorte di carta superstiti. Negli anni sessanta la rinata industria locale si avviava verso un lento declino, mentre l'artigianato confermava con l'arte della tessitura e con la produzione di mobili in stile le sue peculiarità tradizionali.

### Età contemporanea
Nel 1927 fu proposto il primo progetto di unione con i comuni di: Sora, Campoli Appennino, Broccostella, Pescosolido e Fontechiari che però fu respinto dal commissario incaricato di valutare la proposta. La città ha registrato dall'istituzione della provincia di Frosinone un periodo di relativo benessere e di crescita economica, continuata anche a seguito della chiusura dei principali centri di produzione industriale attorno agli anni novanta. Nel 1986 da Bruno Magliocchetti fu riproposta la fusione con Sora, Castelliri e Arpino in Lirinia. Nel 1990 fu avanzata una seconda proposta dal senatore Bruno Magliocchetti, tutte respinte dalla regione, nonostante un apposito referendum che sancì la volontà popolare di costituire Lirinia. Nel 2008 la città è stata classificata, unico caso nella provincia di Frosinone, come «area di elevato benessere, istruzione superiore e sistema locale organizzato» in una sistemazione per gruppi dei comuni italiani effettuata dal sistema tributario nazionale.

## Monumenti e luoghi d'interesse

### Architetture religiose
- Ruderi Chiesa della SS Trinità (sec. XI)
- Chiesa Collegiata di San Lorenzo Martire (sec. XVII)
- Chiesa della Madonna delle Grazie (sec. XVIII)
- Chiesa di Sant'Antonio (ricostruita nel sec. XX su preesistenze medievali trecentesche)
- Chiesa di San Giuseppe (secc. XVIII - XIX su preesistenze medievali)
- Chiesa della Madonna dell'Alto Monte (secc. XVII - XVIII su preesistenze medievali)
- Chiesetta di Sant'Angelo (secc. XVIII - XIX su preesistenze medievali)
- Chiesa di Santa Maria dei Fiori (sec. XIX su preesistenze medievali)
- Chiesetta di Santa Maria delle Forme (sec. XIX, oggi in disuso)
- Chiesetta del Sacro Cuore (sec. XIX, oggi in disuso)
- Chiesa di Santa Maria delle Forme (sec. XVII su preesistenze medievali, oggi in disuso dopo essere stata adibita a cartiera durante l'800)
- Cona Mazzetti (sec. XIX)
- Chiesa del Divino Amore (sec. XX)
- Chiesa dell'Immacolata (sec. XX)
- Chiesa di San Carlo (sec. XX)
- Chiesa Evangelica Battista (sec. XX)

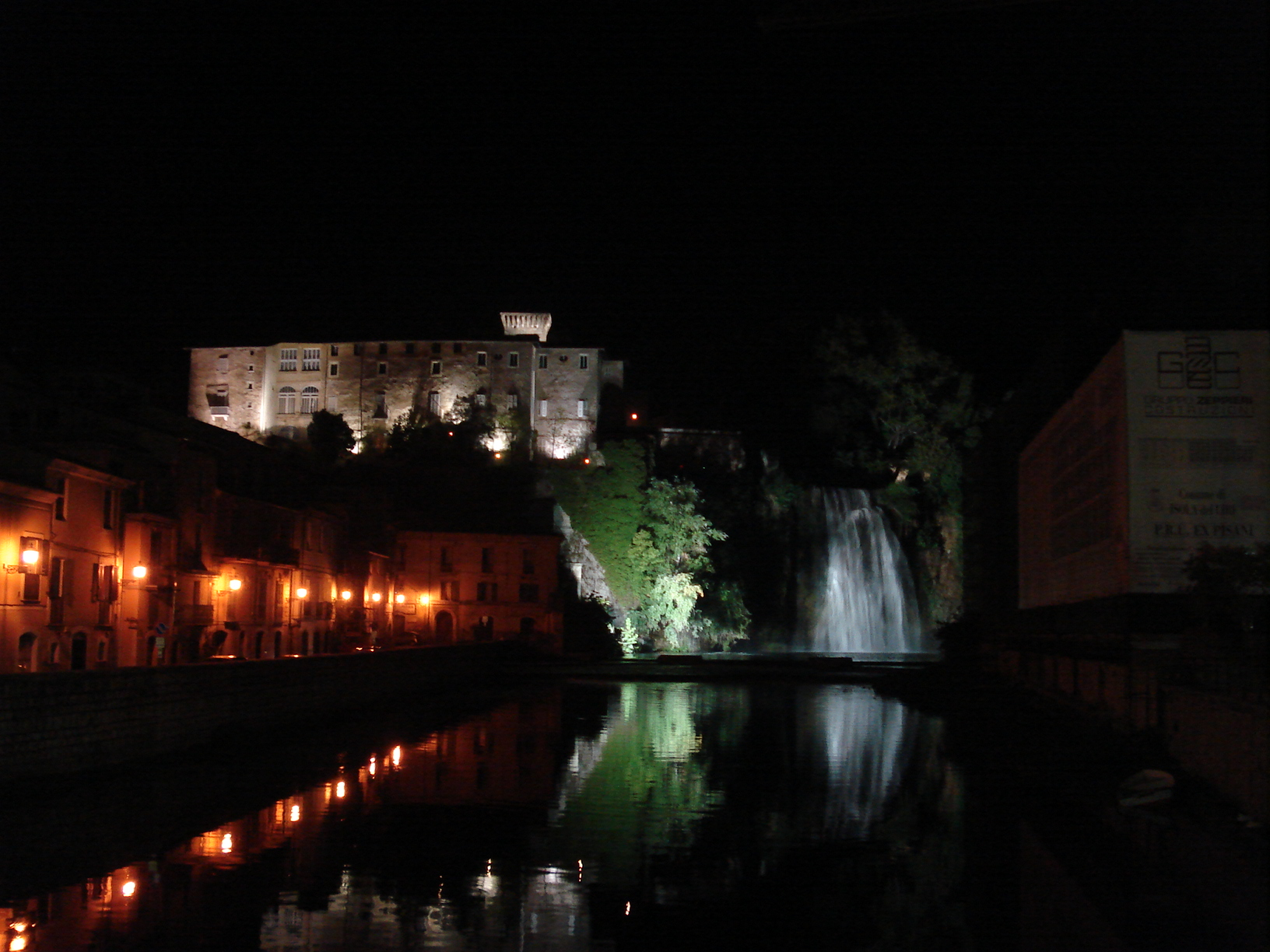
Isola del Liri - Castello ducale e Cascata Grande - ottobre 2007

### Architetture civili principali
- Palazzo Marsella (sec. XVII)
- Palazzo Chigi - di Fede (sec. XVII)
- Palazzo Nicolamasi (sec. XVII)
- Villa (o Casino) Boncompagni (sec. XVII)
- Villa Mangoni di Santo Stefano (sec. XVII)
- Villa (o Casino) Nicolucci (sec. XVII)
- Palazzo Nicolucci (sec. XVII - XVIII)
- Palazzo Mazzetti - Marsella (sec. XVIII)
- Palazzo Sarra (sec. XVIII)
- Palazzo Mazzetti (sec. XIX)
- Palazzo Balsorano (famiglia Lefebvre, sec. XIX)
- Palazzo Zino - de Lamorte (sec. XIX)
- Villa Coste - Viscogliosi (sec. XIX)
- Palazzetto Manna (sec. XIX)
- Palazzo Courrier - Mancini (sec. XIX)
- Palazzo Palermo (sec. XIX)
- Villa Stellingwerff (sec. XIX)
- Villa Lefebvre (sec. XIX) dal nome della famiglia che la fece edificare e l'abitò dall'Ottocento fino al primo decennio del Novecento. Essa fu commissionata dal conte Ernesto Lefebvre, industriale cartario di origine transalpina. La realizzazione avvenne ad opera di maestranze francesi. La villa è edificata in stile eclettico ed era circondata da un grande parco di piante di alto fusto, attualmente estendentesi per circa un ettaro. Gli interni sono affrescati da Trompe-l'œil e decorati con papier paint. Nella villa fu ospitato Re Ferdinando II di Borbone e molte personalità di spicco oltre ad esponenti della nobiltà italiana e straniera dell'epoca.
- Palazzo Pantanella (sec. XIX - XX)
- Villa Virginia (famiglia Emery, sec. XX)
- Palazzo Zincone (sec. XX)
- Palazzo Silvestri - Mangoni di Santo Stefano (sec. XX)
- Palazzo Comunale (sec. XX)

### Architetture militari
- Torre Marica (sec. XI) sul Colle di San Sebastiano
- Torre Fullonica (sec. XI) in località Carnello
- Castello Boncompagni - Viscogliosi

## Società

### Evoluzione demografica
Abitanti censiti

### Religione
I cittadini professano in maggioranza la religione cristiana, sia cattolica che evangelica. Negli ultimi anni si è riscontrato un incremento costante di cittadini di fede islamica, mentre tra i giovani aumenta il numero dei non credenti.

### Tradizioni e Folclore
- Ogni anno la seconda domenica di luglio vi sono i festeggiamenti in onore del SS. Crocifisso, con la solenne processione e la fiera mercato. Concerti e spettacoli si susseguono dal giovedì precedente al lunedì successivo.[Chiarire con fonti terze autorevoli la rilevanza delle manifestazioni]
- Il 10 dicembre si festeggia la Madonna di Loreto, Patrona del paese, la quale secondo la tradizione salvò Isola del Liri dall'ondata di peste nel 1654.[15]

## Cultura
Musei
Museo della civiltà della carta e delle telecomunicazioni

### Eventi
Dal 1988, si svolgeva nel comune il Liri Blues Festival. Tra i maggiori festival di blues nazionali. In passato il festival è stato itinerante, toccando diversi centri della provincia di Frosinone.

## Economia
Di seguito la tabella storica elaborata dall'Istat a tema Unità locali, intesa come numero di imprese attive ed addetti, intesi come numero di addetti delle imprese locali attive (valori medi annui).
|                | 2015                  |                              |                            |                |                       |                     | 2014                  |                | 2013                  |                |
| -------------- | --------------------- | ---------------------------- | -------------------------- | -------------- | --------------------- | ------------------- | --------------------- | -------------- | --------------------- | -------------- |
|                | Numero imprese attive | % Provinciale Imprese attive | % Regionale Imprese attive | Numero addetti | % Provinciale Addetti | % Regionale Addetti | Numero imprese attive | Numero addetti | Numero imprese attive | Numero addetti |
| Isola del Liri | 953                   | 2,84%                        | 0,21%                      | 2.238          | 2,10%                 | 0,15%               | 950                   | 2.169          | 1.002                 | 2.234          |
| Frosinone      | 33.605                |                              | 7,38%                      | 106.578        |                       | 6,92%               | 34.015                | 107.546        | 35.081                | 111.529        |
| Lazio          | 455.591               |                              |                            | 1.539.359      |                       |                     | 457.686               | 1.510.459      | 464.094               | 1.525.471      |

Nel 2015 le 953 imprese operanti nel territorio comunale, che rappresentavano il 2,84% del totale provinciale (33.605 imprese attive), hanno occupato 2.238 addetti, il 2,10% del dato provinciale; in media, ogni impresa nel 2015 ha occupato due addetti (2,35).
È stata sede della Ditta Ippolito & Pisani, fondata da Eustachio Pisani.

## Infrastrutture e trasporti

### Ferrovie
- Ferrovia Avezzano-Roccasecca, serve il comune di Isola del Liri attraverso l'omonima stazione.

## Amministrazione
Nel 1927, a seguito del riordino delle circoscrizioni provinciali stabilito dal regio decreto n.1 del 2 gennaio 1927, per volontà del governo fascista, quando venne istituita la provincia di Frosinone, Isola del Liri passò dalla provincia di Caserta a quella di Frosinone.
| Periodo        | Periodo         | Primo cittadino       | Partito      | Carica  | Note |
| -------------- | --------------- | --------------------- | ------------ | ------- | ---- |
| 16 aprile 2000 | 4 aprile 2005   | Vincenzo Quadrini     | Lista civica | Sindaco |      |
| 5 aprile 2005  | 30 marzo 2010   | Vincenzo Quadrini     | Lista civica | Sindaco |      |
| 30 marzo 2010  | 17 gennaio 2014 | Luciano Duro          | Lista civica | Sindaco |      |
| 26 maggio 2014 | 27 maggio 2019  | Vincenzo Quadrini     | Lista civica | Sindaco |      |
| 27 maggio 2019 | in carica       | Massimiliano Quadrini | Lista civica | Sindaco |      |

### Gemellaggi

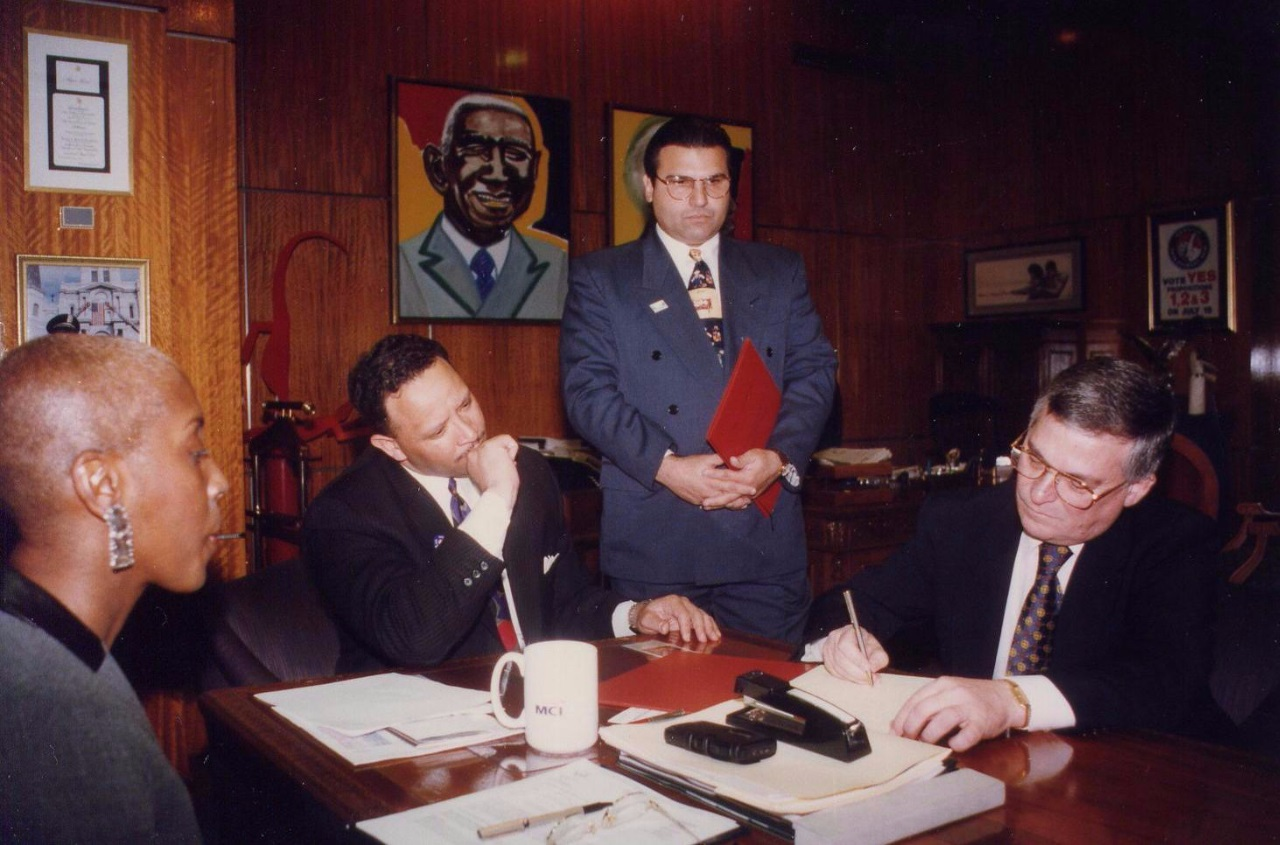
Firma del gemellaggio tra Isola del Liri e New Orleans (New Orleans, 7 gennaio 1997).

- New Orleans, dal 1997
- Caledon, dal 2023

### Altre informazioni amministrative
- Fa parte della Comunità montana Valle del Liri.

## Sport

### Atletica leggera
- ASD Liri Runners.[18]

### Calcio
- Associazione Calcio Isola Liri: nel corso della sua storia ha militato in Lega Pro.